# Jorge Manuel López Neira
Jorge Manuel López Neira, C.P. (Puente, Boqueijón, La Coruña, 1935-Bilbao, 10 de abril de 2024) fue un sacerdote católico español. Pionero en el corporativismo y promotor de más de un centenar de cooperativas en Galicia.

## Biografía
Nació la aldea coruñesa de Ponte Ledesma, parroquia de Ledesma, municipio de Boqueijón. Era el tercero de seis hermanos, Jorge Manuel ingresó en el Real Seminario Conciliar de Santa Calina (Mondoñedo) donde cursó sus primeros estudios de Filosofía y Teología, que proseguiría en la Universidad de Deusto y en la Universidad Pontificia de Santo Tomás de Aquino - Angelicum (Roma). Recibió la ordenación sacerdotal en 1960.
De regreso a España (1986-2005), fue profesor en Navarra, donde asistió a los inicios del cooperativismo agrario; y posteriormente en Melide, desde donde impulsó las primeras cooperativas en Galicia. Cuando encontraba a quince o veinte personas necesitadas de trabajo, en sus visitas a pueblos cercanos, acudía a las oficinas centrales de Inditex, y las ponía en contacto. La empresa les facilitaba trabajo, encargándoles las prendas y facilitándoles la materia prima y los modelos.
López Neira montó, con la ayuda de Rogelio García —director de Fíos, una de las firmas de Inditex—, de la fábrica de máquinas de coser Refrey —que cedió sus aparatos desde Vigo—, y de la Junta de Galicia, que aportó capital, un taller de confección, que fue replicándose en diversos pueblos: Melide, Arzúa, Santiago de Compostela, Boqueijón,... Este modelo propulsó el crecimiento de Inditex en los años ochenta. A mediados de esa década, Jorge Manuel había creado 120 cooperativas en las que más de 2.500 costureras enhebraban e hilvanaban prendas para Zara. En 1992, según sus cálculos, eran 30.000 costureras.
Su modelo, aportaba como novedad, que las prendas debían de ser entregadas en tres días. Esto fue una de las claves que contribuyeron al rápido crecimiento de Zara en sus primeros años.
En septiembre de 2005 se trasladó a Lima, donde atendió una misión de los Pasionistas en uno de los barrios más pobres de la capital peruana. Allí trabajó hasta su jubilación. De regreso a España, se instaló en Bilbao, donde falleció el 24 de abril de 2024. Había vivido sus últimos años en la comunidad-enfermería que los Pasionistas tienen en Deusto, en cuyo cementerio descansa.